# 同朋社出版
もしかして
- 同朋舎出版

ではありませんか？